# Józef Roiten

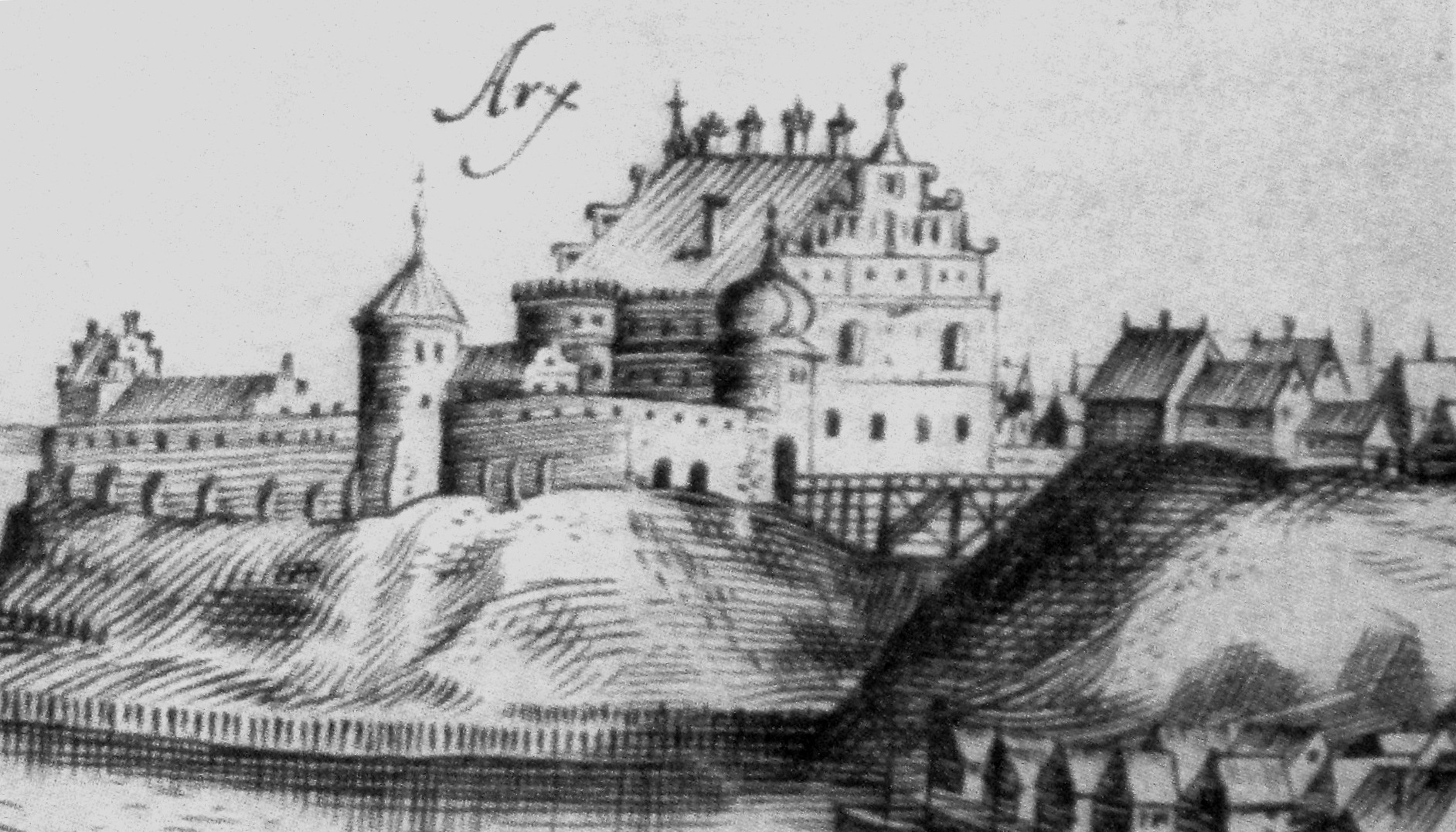
Stary zamek w Grodnie, 1600 r.

Józef Roiten (Rojteń) – architekt Stefana Batorego pochodzenia niemieckiego działający w Polsce. Tworzył w stylu manieryzmu.
W 1589 roku, w księgach ławniczych Lwowa Roiten został określony jako „budowniczy Jego Królewskiej Mości i architekt zamku Grodzieńskiego” („Sacrae Regiae Maiestatis Murator et Architectus w Arce Grodnensis»). Wiadomo, że pewny czas Roiten mieszkał w Grodnie i nawet posiadał przydział ziemi w Suchej wsi (obecnie na terenie byłej dzielnicy Horodnica). Roiten uczestniczył również w budowie kościoła parafialnego w Grodnie (t.z. Fary Witoldowej).